# Платановриси
Платановриси (грч. Πλατανόβρυση) је насељено место у општини Паранести у периферији Источна Македонија и Тракија, Грчка. Према попису из 2021. године било је 42 становника.
Према бугарском географу и историчару, Василу Канчову, у Платановрисију је 1900. године живело 450 Турака. Године 1923. турско становништво је принудно исељено у Турску а на њихово место су насељене грчке избегличке породице, којих је на попису из 1928. године било 248. Село се раније звало Ола Бекташ.